# Kelli Williams
Kelli Williams (* 8. Juni 1970 in Los Angeles, Kalifornien) ist eine US-amerikanische Schauspielerin und Regisseurin.

## Leben
Williams war als Kleinkind bereits in mehreren Werbespots für Windeln zu sehen. Sie besuchte die Grundschule des Lycée Français in Los Angeles und absolvierte danach die Beverly Hills High School, die sie 1988 abschloss. Ein Schauspielagent sah sie in einer Schulaufführung von Romeo und Julia und nahm sie unter Vertrag.  Sie war von 1996 bis 2017 mit dem Autor Ajay Sahgal verheiratet. Mit ihm hat sie drei Kinder.

### Karriere
Ihre Karriere begann sie 1989 als Freundin von Christopher Daniel Barnes in der Sitcom Day by Day auf NBC. Bekannt wurde sie durch ihre Rolle der Lindsay Dole in der Fernsehserie Practice – Die Anwälte und als Dr. Natalie Durant in der TV-Serie Medical Investigation. In der Serie Men in Trees war sie als Julia zu sehen. In der ersten Staffel der Sitcom Scrubs – Die Anfänger trat sie in einer Nebenrolle als Studentin Kristen Murphy auf. Von 2009 bis 2011 spielte sie Dr. Gillian Foster in der Serie Lie to Me, von 2012 bis 2013 die Jackie Clarke in Army Wives.
Sporadisch ist sie auch Regisseurin von Serienfolgen, so 2004 von Practice – Die Anwälte, 2013 von Army Wives und 2016 von The Fosters.

## Filmografie (Auswahl)
- 1989: Zurück in die Vergangenheit (Quantum Leap, Fernsehserie, Folge 2x02 Disco Inferno)
- 1990: Der Typ mit dem irren Blick II (Zapped Again!)
- 1992: Law & Order (Fernsehserie, Folge 2x17)
- 1994: The Last Days of Paradise
- 1994: Verloren im Schneesturm – Eine Familie kämpft ums Überleben (Snowbound: The Jim and Jennifer Stolpa Story, Fernsehfilm)
- 1994: Party of Five (Fernsehserie, Folge 1x10)
- 1998: Ally McBeal (Fernsehserie, Folge 1x20 Das reinste Irrenhaus)
- 2002: Scrubs – Die Anfänger (Scrubs, Fernsehserie, 2 Folgen)
- 1997–2003: Practice – Die Anwälte (The Practice, Fernsehserie, 145 Folgen)
- 2004: A Boyfriend for Christmas
- 2004–2005: Medical Investigation (Fernsehserie, 20 Folgen)
- 2005: Third Watch – Einsatz am Limit (Third Watch, Fernsehserie, Folge 6x16)
- 2007–2008: Men in Trees (Fernsehserie, 6 Folgen)
- 2007: Criminal Intent – Verbrechen im Visier (Law & Order: Criminal Intent, Fernsehserie, Folge 6x22 Auf der Flucht)
- 2009–2011: Lie to Me (Fernsehserie, 47 Folgen)
- 2011: Criminal Minds (Fernsehserie, Folge 6x20)
- 2011: The Mentalist (Fernsehserie, Folge 4x03)
- 2012–2013: Army Wives (Fernsehserie, 32 Folgen)
- 2014–2015: Navy CIS (NCIS, Fernsehserie, Folgen 11x21 Aussage gegen Aussage und 13x06 Schuld)
- 2016: The Fosters (Fernsehserie, 6 Folgen)
- 2017: Early Release
- 2019: Good Trouble (Fernsehserie, 1 Episode)
- 2023–2025: Found (Fernsehserie)